# Cochliolepis nautiliformis
Cochliolepis nautiliformis is een slakkensoort uit de familie van de Tornidae. De wetenschappelijke naam van de soort is voor het eerst geldig gepubliceerd in 1859 door Holmes.